# Ezequiel Hurtado
Ezequiel Hurtado Hurtado (Silvia, Cauca, 14 de diciembre de 1825-Popayán, 24 de septiembre de 1890) fue un político, militar y estadista colombiano. Fue presidente de Colombia entre el 1 de abril de 1884 y el 10 de agosto de 1884. Fue miembro del Partido Liberal Colombiano.
A lo largo de su carrera ocupó varios cargos importantes en varios gobiernos, y también destacó como militar laureado, participando en algunas guerras civiles colombianas, como la de 1854, 1875 y 1885.
Ocupó la presidencia de Colombia entre el 1 de abril y el 10 de agosto de 1884, en reemplazo temporal del presidente electo Rafael Núñez, quien demoró en posesionarse por problemas de salud. Pese a ser quien ocupó la presidencia de Núñez como su reemplazo, se opuso activamente a su gobierno y fue exiliado de Colombia.
Pasó sus últimos años en Costa Rica, hasta que se le permitió regresar a su país, donde falleció a los 64 años.

## Biografía
Ezequiel Hurtado Hurtado nación en Silvia (Cauca), el 14 de diciembre de 1825, durante la presidencia de Simón Bolívar y cuando su país era parte de la Gran Colombia. Era hijo de Nicolás Hurtado y María Trinidad Hurtado.
Ezequiel Hurtado hizo sus primeros estudios en el Colegio de San José, y sus estudios universitarios en la Universidad del Cauca, institución que le otorgó el título de abogado en el año 1852.

### Carrera

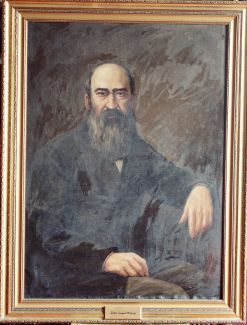
Ezequiel Hurtado.

Su primera intervención militar fue en 1851, cuando participó en defensa de las instituciones legales. En 1854 participó en la rebelión contra la dictadura del general José María Melo. Después ocupó importantes posiciones en el recién creado Estado Soberano del Cauca.
A partir 1860, Hurtado participó en las campañas revolucionarias contra el gobierno conservador de Mariano Ospina Rodríguez, que desencadenó en el exilio de Ospina.
Hurtado se vinculó a las tropas del general Tomás Cipriano de Mosquera, las cuales triunfaron en 1861, y llevaron a la presidencia a Mosquera.
En 1875, Hurtado participó como diputado en la Asamblea del Estado del Cauca, y fue presidente de ella. Posteriormente fue representante y senador al Congreso de la República.

#### Constitución de 1863
Fue miembro de la Convención de Rionegro, convocada por el presidente Mosquera, y que aprobó la Constitución Política de 1863. Ésta carta política fue abiertamente liberal, consagrando varias garantías como el porte de armas para civiles, la libertad de cultos y de prensa.
Desde 1868 participó en el Congreso Nacional como representante y como senador. En el año 1876 combatió la sublevación conservadora al lado del general Julián Trujillo Largacha. Cuando este llegó al poder, lo nombró Secretario de Guerra y Marina (ministro de Defensa) en 1878.

Ezquiel luego fue elegido presidente del Estado del Cauca, el cual gobernó entre 1879 y 1883, hasta su elección como designado presidencial y magistrado.

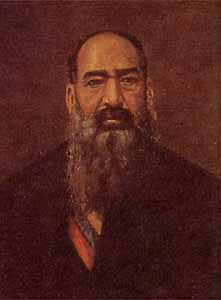
Retrato presidencial de Hurtado sobre óleo.

## Presidencia (1884)
En 1883 Ezequiel Hurtado fue elegido designado a la Presidencia de la República, por el Congreso Nacional; así mismo, fue nombrado Magistrado de la Corte Suprema de Justicia.
El 1 de abril de 1884, asumió la Presidencia de la República en su condición de designado, debido a la demora del presidente Rafael Núñez, quien ganó las elecciones de 1884 ante un fortalecido Solón Wilches. Núñez se encontraba en Curazao en el momento de su elección, y sumado a su débil estado de salud se retrasó su posesión.
El corto gobierno de Hurtado (y sin embargo largo para ser un designado temporal) se prolongó hasta el 10 de agosto de 1884, cuando Núñez pudo llegar a Bogotá para posesionarse.
Durante su designatura, Hurtado sólo pudo nombrar a su gabinete ministerial.

## Postpresidencia
Hurtado entregó el poder a Núñez el 10 de agosto de 1884, y alejado del poder se dedicó a hacer campaña contra Núñez. De hecho participó en la guerra civil de 1885, en el bando de los liberales radicales, que se alzaron contra las reformas de Núñez y la Regeneración.
Terminada la guerra fue encarcelado y recibió durísimos tratos; luego fue condenado al destierro y se asiló en Costa Rica, donde permaneció hasta 1889, cuando se le permitió regresar a Colombia.

### Muerte
Hurtado se estableció en Popayán, donde falleció cansado y enfermo el 24 de septiembre de 1890, a los 64 años. Sus restos se encuentran en el Panteón de los Próceres de Popayán, monumento funerario inaugurado en 1940 por el político conservador Guillermo León Valencia, ya que Hurtado era pariente lejano de la familia Valencia, como se verá después.

## Vida privada

### Familia
Ezequiel Hurtado está emparentado por su madre con la familia Valencia, a la que pertenecen, entre otros, Guillermo Valencia, sus hijos Guillermo León, Josefina y Álvaro Pío; y sus bisnietos Paloma y Cayetana Valencia, y Aurelio Iragorri Valencia.
Ezequiel era hijo de Nicolás Hurtado y Velasco y de su legítima esposa María Trinidad Hurtado López. Nieto de Nicolás Hurtado y Arboleda En primeras nupcias su abuelo había estado casado conMaría Dolores Vicenta Mosquera y Arboleda, una de las hermanas de los expresidentes Tomás Cipriano y Joaquín Mosquera. Vicente, hijo de Nicolás y María Dolores Vicenta medio tío de Ezequiel fue padre de Simón Hurtado Pino Peña con Gertrudis Pino Peña de quien fue hija María Hurtado Cajiao con Isabel Cajiao Urrutia quien casada con el expresidente Laureano Gómez, fue la madre del político Álvaro Gómez Hurtado.
Su abuelo Nicolás, era hijo de Vicente Hurtado y Arboleda, casado con su pariente María Ignacia Romulada Arboleda y Arrechea, quien era hermana de Antonio Arboleda y Arrachea, por tanto tío abuelo de Ezequiel. Antonio estaba casado con Rafaela Petrona Valencia y Valencia, quien era nieta de Pedro Agustín de Valencia y Castillo, fundador del Banco de Popayán, y cabeza de la familia Valencia, antes mencionada.

### Matrimonio
Ezequiel Hurtado tuvo dos matrimonios y varios hijos producto de estos. El primero con Trinidad Guzmán, con quien tuvo tres hijos: Teodúlia, Leticia y Julio Hurtado Guzmán. En el segundo matrimonio, con Manuela Salazar tuvo a sus otros cinco hijos: Carmén, Dolores, Eva, Ezequiel y Nicolás Hurtado Salazar. También fue padre de Salomón Hurtado Trochez con Angelina Trochez y padre de Corina y Manuel.